# Робертс, Дэвид (скалолаз)
Дэ́вид Стю́арт Ро́бертс (англ. David Stuart Roberts; 29 мая 1943, Денвер — 20 августа 2021, Бостон) — американский скалолаз.
Автор книг и статей о скалолазании, в которых рассказывается о крупных восхождениях на Аляске в 1960-х годах, которые оказали большое влияние на форму альпинистской литературы.
В 2003 году опубликовал книгу «Четверо против Арктики. 6 лет потерпевших кораблекрушение на вершине мира», посвящённую злоключениям русских промысловиков. Робертс своими исследованиями опроверг предположение, что морякам пришлось жить на острове Эдж.